# 1st British Tour 1965 (The Rolling Stones)
1st British Tour 1965 bylo koncertní turné britské rockové skupiny The Rolling Stones, které sloužilo jako propagace studiového alba The Rolling Stones No. 2. Turné bylo zahájeno koncertem v Londýně a bylo zakončeno koncertem v Romfordu. 

## Nahrávky
Většina záznamu z koncertů v Liverpoolu a Manchesteru byla použita pro EP Got LIVE, If You Want It!

## Setlist
Toto je nejčastější hraný seznam skladeb.
Autory všech skladeb jsou Jagger/Richards pokud není uvedeno jinak.
1. "Everybody Needs Somebody To Love" (intro) (Wexler/Solomon V/Burke/Berns)
2. "Pain In My Heart" (Neville)
3. "Down The Road Apiece" (Raye)
4. "Time Is On My Side" (Meade)
5. "I'm Alright" (Diddley)
6. "Little Red Rooster" (Dixon)
7. "Route 66" (Troup)
8. "I'm Moving On" (Snow)
9. "The Last Time"
10. "Everybody Needs Somebody To Love"

## Sestava
The Rolling Stones
- Mick Jagger – (zpěv, harmonika, perkuse)
- Keith Richards – (kytara, doprovodný zpěv)
- Brian Jones – (kytara, harmonika, doprovodný zpěv)
- Bill Wyman – (baskytara, doprovodný zpěv)
- Charlie Watts – (bicí)

## Turné v datech
| Datum                        | Město        | Stát           | Místo             |
| ---------------------------- | ------------ | -------------- | ----------------- |
| 5. března 1965 (2 koncerty)  | Londýn       | Velká Británie | Regal Theatre     |
| 6. března 1965 (2 koncerty)  | Liverpool    | Velká Británie | Empire Theatre    |
| 7. března 1965 (2 koncerty)  | Manchester   | Velká Británie | Palace Theatre    |
| 8. března 1965 (2 koncerty)  | Scarborough  | Velká Británie | Futurist Theatre  |
| 9. března 1965 (2 koncerty)  | Sunderland   | Velká Británie | Odeon Theatre     |
| 10. března 1965 (2 koncerty) | Huddersfield | Velká Británie | ABC Theatre       |
| 11. března 1965 (2 koncerty) | Sheffield    | Velká Británie | City Hall         |
| 12. března 1965 (2 koncerty) | Leicester    | Velká Británie | Trocadero Theatre |
| 13. března 1965 (2 koncerty) | Rugby        | Velká Británie | Granada Theatre   |
| 14. března 1965 (2 koncerty) | Rochester    | Velká Británie | Odeon Theatre     |
| 15. března 1965 (2 koncerty) | Guildford    | Velká Británie | Odeon Theatre     |
| 16. března 1965 (2 koncerty) | Greenford    | Velká Británie | Granada Theatre   |
| 17. března 1965 (2 koncerty) | Southend     | Velká Británie | Odeon Theatre     |
| 18. března 1965 (2 koncerty) | Romford      | Velká Británie | ABC Theatre       |